# Лукас Фернандес П'єдраїта
Лукас Фернандес П'єдраїта (ісп. Lucas Fernández de Piedrahita, 6 березня 1624 —1688) — іспанський церковний діяч, єзуїт, історик у віцекоролівстві Нова Гранада.

## Життєпис
Походив з роду ідальго. Син Домінго Ернандеса де Сото-і-П'єдраїти та Каталіни Кольянтес. Народився у Боготі (столиця сучасної Колумбії). Навчався в єзуїтському коледжі Святого Варфоломія в Боготі, потім продовжив освіту в університеті Санто-Томас, де отримав у 1647 році звання доктора теології. після цього викладав в рідному університеті. Потім служив священиком у містечку Фусагасуга та селищі Паїпа.
У 1654 році був призначений пребендаріем кафедрального собору Боготи, успішно став його каноніком, зберігачем і регентом хору, і був головним вікарієм та управителем архієпископства. Був звинувачений у ростраті коштів, тому відправився до Ради Індій в Іспанію, де зумів виправдатися. Тут розпочав писати свій твір.
В Іспанії він був висунутий королем Карлом II на єпископство Санта-Марти, затверджений папою римським Климентом IX, і в 1669 році відплив до Картахени, де був висвячений в єпископи. Він почав відвідувати, євангелізувати і почасти цивілізувати племена його єпархії, поклав початок перебудові кафедрального Собору на кам'яний (раніше споруджений з дерева та соломи). П'єдраіта роздавав весь свій дохід на милостині, а сам жив у бідності.
У 1676 році він був переведений в єпископство Панами, але перш ніж він покинув Санта-Марта, місто було захоплене і розграбоване буканьеров Дункана і Коса. Церкви були розграбовані, єпископ заарештований, а пірати, вважаючи, що його бідне вбрання ознака жадібності, скнарості і скупості, піддали його тортурам, намагаючись вивідати місце зберігання його грошей і коштовностей. Але оскільки він не міг заплатити за себе викуп, то був переправлений, як в'язень, на острів Провидіння і доставлений до ватажка буканьеров Моргану. Ватажок був зворушений поважним виглядом Фернандеса і звільнив його без викупу, і, знаючи про те, що він був призначений єпископом Панами, зробив йому подарунок у вигляді дорогої чаші і шат понтифіка, що дісталися йому на частку від награбованого в Панамі в 1670 році, і доставив її йому на одному зі своїх кораблів до Чагресу.
На посаді єпископа в Панамі він почав проповідувати племенам перешийка Дарьєн, витрачаючи при цьому всі свої кошти на цю справу. У 1681—1682 роках був губернатором Панами. Помер у 1688 році й був похований в єзуїтському коледжі Панами.

## Творчість
Основна праця П'єдраїти називається «Historia general de las conquistas del Nuevo Reyno de Granada» (з присвятою королю Карлу II), яка складається з 2 томів, поділених на 12 книг, що охоплюють період стародавнього суспільства і прибуття Гонсало Хіменеса де Кесада до приїзду голови Аудієнсії Андреса Діаса Венеро де Лейви в 1563 році. Перший том видано у 1688 році в Антверпені (Голландія).
Вважається однією з найбільш достовірних робіт з історії конкісти та історії XVII століття, особливо щодо Нової Гранади і Еквадору. В ній описуються хронології, обряди, звичаї та церемонії індіанців та іспанців. Стиль написання захопливий.
За роки своєї викладацької діяльності він опублікував кілька п'єс, але вони не збереглися.